# Рощино (Мордовия)
Рощино — село в Темниковского района Республики Мордовия Российской Федерации. Входит в состав Староковыляйского сельского поселения.

## История
В 1967 г. указом президиума ВС РСФСР село Проказна переименовано в Рощино.

## Население
| 2002 | 2010 |
| ---- | ---- |
| 30   | ↘22  |